# Mieke Jaapies

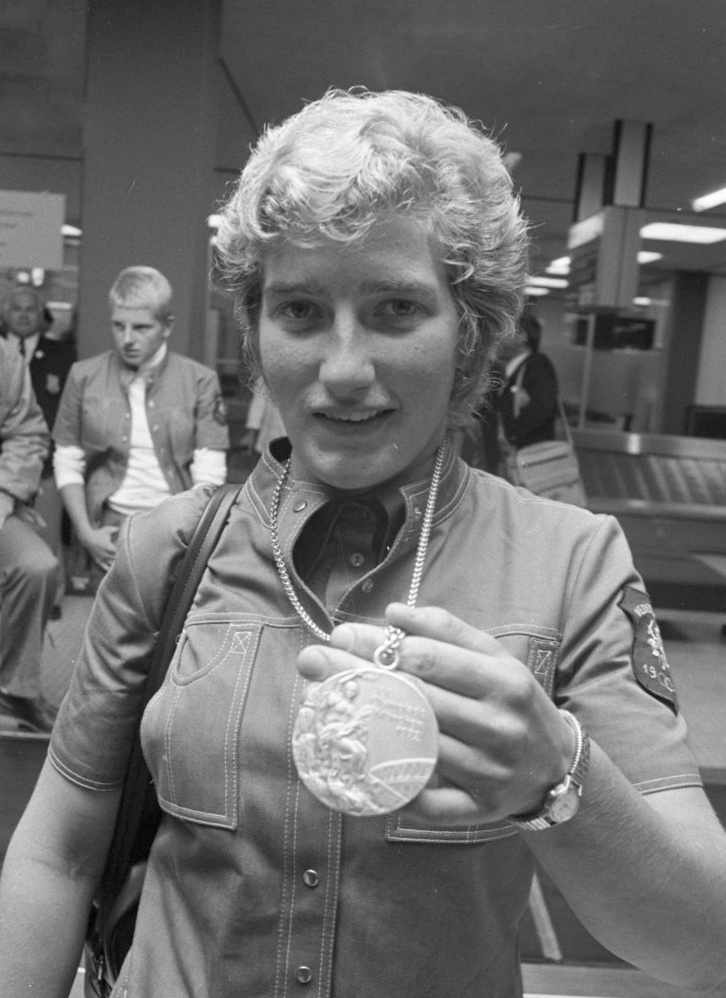
Mieke Jaapies präsentiert ihre olympische Silbermedaille (1972)

Maria „Mieke“ Jaapies (* 7. August 1943 im Wormerveer) ist eine ehemalige niederländische Kanutin. 
Mieke Jaapies trat bei den Olympischen Spielen 1968 in Mexiko-Stadt sowohl im Einer-Kajak als auch im Zweier-Kajak an. Im Zweier belegte sie zusammen mit Tjeertje Bergers-Duif den sechsten Platz. Im Einer-Finale kam sie als achte und letzte ins Ziel, da die Ungarin Anna Pfeffer das Rennen nicht beendete. 
Bei den Weltmeisterschaften 1970 in Kopenhagen belegte sie im Einer den zweiten Platz hinter der sowjetischen Kanutin Ljudmila Pinajewa aber vor Petra Setzkorn aus der DDR. Die gleiche Verteilung der Medaillen ergab sich auch bei den Weltmeisterschaften 1971 in Belgrad. Von diesen drei Medaillengewinnerinnen von 1970 und 1971 war nur Mieke Jaapies auch bei den Olympischen Spielen 1972 in München im Einer vertreten. Es siegte die sowjetische Kanutin Julija Rjabtschinskaja vor Mieke Jaapies und Anna Pfeffer. Anderthalb Stunden nach dem Einer-Finale belegte Mieke Jaapies zusammen mit Maria van der Holst-Blijlevens den siebten Platz im Zweier-Kajak.